# Hyperkoule
Hyperkoule je v geometrii zobecnění kruhu a koule do vícerozměrného ({\displaystyle n>3}) prostoru. Je definována jako množina bodů, které mají od daného bodu (tzv. středu) vzdálenost menší nebo rovnu poloměru {\displaystyle r}. Povrch hyperkoule v {\displaystyle n}-rozměrném prostoru je {\displaystyle (n-1)}-rozměrný a tvoří varietu, která se nazývá (n−1)-sféra a značí se standardně {\displaystyle \mathbb {S} ^{n-1}} (viz také 3-sféra).

## Vzorce pro objemn-rozměrné koule
Objem[ujasnit] {\displaystyle n}-rozměrné koule o poloměru {\displaystyle r} lze definovat rekurzivně vztahem
{\displaystyle V_{n}(r)=\int _{-r}^{r}V_{n-1}({\sqrt {r^{2}-x^{2}}})\,\mathrm {d} x}
kde {\displaystyle V_{2}(r)=\pi r^{2}} je známý vzorec pro obsah kruhu o poloměru {\displaystyle r}. Dopočtením dostaneme vzorec v uzavřeném tvaru 
{\displaystyle V_{n}=r^{n}\prod _{k=1}^{n}{\frac {{\sqrt {\pi }}\ \Gamma \left({\frac {k+1}{2}}\right)}{\Gamma \left({\frac {k}{2}}+1\right)}}=r^{n}{\pi ^{\frac {n}{2}} \over {\Gamma \left({\frac {n}{2}}+1\right)}},}
kde {\displaystyle \Gamma (x)} je funkce gama. 
Tento vzorec lze zjednodušit rozepsáním na liché a sudé počty rozměrů. Pro liché {\displaystyle n=2k+1}
{\displaystyle V_{2k+1}=V_{n}^{\text{liché}}=r^{n}{\frac {\pi ^{\frac {n-1}{2}}2^{\frac {n+1}{2}}}{n!!}}=r^{2k+1}{\frac {\pi ^{k}2^{k+1}}{(2k+1)!!}},}
pro sudé {\displaystyle n=2k}
{\displaystyle V_{2k}=V_{n}^{\text{sudé}}=r^{n}{\frac {\pi ^{\frac {n}{2}}}{\left({\frac {n}{2}}\right)!}}=r^{2k}{\frac {\pi ^{k}}{k!}}.}

## Vzorce pro povrchn-rozměrné koule, tj. plochu (n−1)-rozměrné sféry
Povrch {\displaystyle n}-rozměrné koule je shodný s derivací objemu podle {\displaystyle r}, tedy
{\displaystyle S_{n}=nr^{n-1}\prod _{k=1}^{n}{\frac {{\sqrt {\pi }}\ \Gamma \left({\frac {k+1}{2}}\right)}{\Gamma \left({\frac {k}{2}}+1\right)}}=nr^{n-1}{\pi ^{\frac {n}{2}} \over {\Gamma \left({\frac {n}{2}}+1\right)}}}
Tento vzorec lze opět zjednodušit, pro liché {\displaystyle n=2k+1}
{\displaystyle S_{2k+1}=S_{n}^{\text{liché}}=nr^{n-1}{\frac {\pi ^{\frac {n-1}{2}}2^{\frac {n+1}{2}}}{n!!}}=(2k+1)r^{2k}{\frac {\pi ^{k}2^{k+1}}{(2k+1)!!}},}
pro sudé {\displaystyle n=2k}
{\displaystyle S_{2k}=S_{n}^{\text{sudé}}=nr^{n-1}{\frac {\pi ^{\frac {n}{2}}}{\left({\frac {n}{2}}\right)!}}=2kr^{2k-1}{\frac {\pi ^{k}}{k!}}.}